# أوغنين أشكرابيتش
أوغنين أشكرابيتش (بالصربية: Огњен Ашкрабић) مواليد 28 يوليو 1979 في سراييفو، جمهورية البوسنة والهرسك الاشتراكية، هو لاعب كرة سلة صربي. بدأ مسيرته الاحترافية في سنة 1997. حقق المركز الأول في الألعاب الجامعية الصيفية 2001. اعتزل اللعب في 2011.

## المسيرة الاحترافية
لعب مع فيرتوس روما في الدوري الإيطالي في موسم 2006–2007، ثم لعب مع زينيت سانت بطرسبرغ في الدوري الروسي من سنة 2007 إلى 2009، ثم لعب مع بلباو باسكت في الدوري الإسباني في سنة 2011.

## الميداليات
| الميدالية | المسابقة                      |
| --------- | ----------------------------- |
| فضية      | الألعاب الجامعية الصيفية 1999 |
| ذهبية     | الألعاب الجامعية الصيفية 2001 |

## روابط خارجية
- أوغنين أشكرابيتش على موقع الاتحاد الدولي لكرة السلة (الإنجليزية)
- أوغنين أشكرابيتش على موقع الدوري الأوروبي لكرة السلة (الإنجليزية)
- أوغنين أشكرابيتش على موقع كرة السلة الأوروبية.كوم (الإنجليزية)
- أوغنين أشكرابيتش على موقع ريلجم (الإنجليزية)
- أوغنين أشكرابيتش على موقع بروبوليرز (الإنجليزية)
- أوغنين أشكرابيتش على موقع سبورتس رفرنس (الإنجليزية)